# Treize Histoires
Treize Histoires (titre original : These Thirteen) est un recueil de nouvelles de William Faulkner.

## Composition
- Victoire, 1939 ((en) Victory, 1931)
- Ad astra, 1939 ((en) Ad Astra, 1931)
- Tous les pilotes morts, 1939 ((en) All the Dead Pilots, 1931)
- Crevasse, 1939 ((en) Crevasse, 1931)
- Feuilles rouges, 1939 ((en) Red Leaves, 1930)
- Une rose pour Emily, 1932 ((en) A Rose for Emily, 1930)
- Un juste, 1939 ((en) A Justice, 1931)
- Chevelure, 1939 ((en) Hair, 1931)
- Soleil couchant, 1935 ((en) That Evening Sun, 1931)
- Septembre ardent, 1932 ((en) Dry September, 1931)
- Mistral, 1939 ((en) Mistral, 1931)
- Divorce à Naples, 1939 ((en) Divorce in Naples, 1931)
- Carcassonne, 1939 ((en) Carcassonne, 1931)